# 10650 Houtman
10650 Houtman è un asteroide della fascia principale. Scoperto nel 1960, presenta un'orbita caratterizzata da un semiasse maggiore pari a 2,2308471 UA e da un'eccentricità di 0,1164424, inclinata di 3,02016° rispetto all'eclittica.